# Kepler-59
Kepler-59 — звезда в созвездии Лиры на расстоянии около 2 699 световых лет от Солнца. Вокруг звезды обращаются, как минимум, две планеты.

## Характеристики
Kepler-59 представляет собой солнцеподобную звезду позднего F или раннего G класса, по размерам и массе примерно равную Солнцу. Впервые в астрономической литературе упоминается в каталоге 2MASS, опубликованном в 2003 году. Масса звезды равна 1,04 солнечной, а радиус — 0,94 солнечного. Температура поверхности звезды составляет приблизительно 6074 кельвина.